# Attenti a quelle due... ninfomani
Attenti a quelle due ninfomani è un film pornografico del 1981 diretto da Mario Siciliano con lo pseudonimo "Lee Castle".

## Critica
Il film, così come Sesso allegro, diretto dal regista nello stesso anno, si annovera tra i primi esempi di connubio tra commedia e hardcore. In questa pellicola viene preso di mira lo stereotipo del nobile in disgrazia che fa di tutto per non affogare nei debiti. La vicenda è ambientata in Ciociaria dove, il nobile decaduto, avverso ad ogni forma di lavoro, vive solo con il suo maggiordomo e cerca in tutti i modi di sfuggire ai ricatti di una nobildonna, interpretata da Guia Lauri Filzi. Fino a quando dall'America giunge la notizia di un'eredità, lasciata da un lontano zio, che però pretende che il nobile si accasi a due fanciulle sessualmente scatenate. Come molti altri film del periodo, particolare risalto è posto ai voluttuosi legami di parentele che intercorrono tra i personaggi.